# Leon Jucewicz
Leon Cezar Jucewicz (* 18. November 1902 in Szweknia; † 13. Januar 1984 in Porto Alegre) war ein polnischer Eisschnellläufer.
Jucewicz, der für den AZS Warszawa startete, wurde im Jahr 1922 polnischer Vizemeister in der Leichtathletik über 1500 m und im Jahr 1924 polnischer Meister im Mehrkampf im Eisschnelllauf und lief bei den Olympischen Winterspielen 1924 in Chamonix auf den 17. Platz über 500 m, auf den 16. Rang über 5000 m, auf den 15. Platz über 1500 m und auf den 14. Platz über 10.000 m und errang damit den achten Platz im Mehrkampf. Danach zog er nach Brasilien und gründete in Sao Paulo den Sportverein Polonia und die Wochenzeitung „Kurier Polski“, deren Chefredakteur und Herausgeber er war. Im November 1983 wurde er von einem Motorrad angefahren. Er starb an den Folgen seiner Verletzungen im Januar 1984 in Porto Alegre.

## Persönliche Bestleistungen
| Disziplin | Zeit        | Datum           | Ort      |
| --------- | ----------- | --------------- | -------- |
| 500 m     | 49,6 s      | 25. Januar 1924 | Chamonix |
| 1500 m    | 2:42,6 min  | 25. Januar 1924 | Chamonix |
| 5000 m    | 10:05,6 min | 25. Januar 1924 | Chamonix |
| 10.000 m  | 20:40,8 min | 25. Januar 1924 | Chamonix |